# Pita de Nova Guinea
La pita de Nova Guinea	(Erythropitta macklotii) és una espècie d'ocell de la família dels pítids (Pittidae) que habita els boscos DE Nova Guinea i la Península del Cap York, a Austràlia.